# Ernst Bareuther

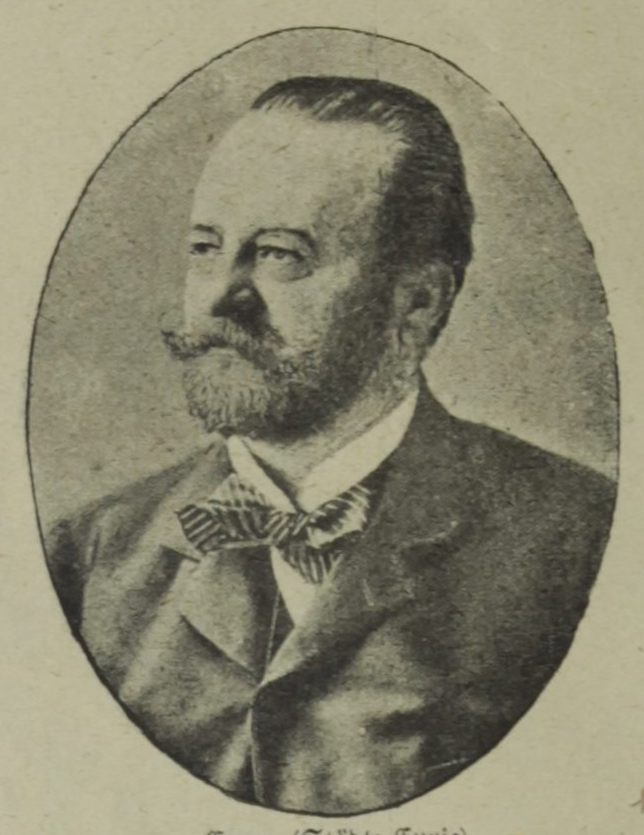
Ernst Bareuther, um 1901

Johann Christian Ernst Bareuther (Rufname „Ernst“; * 19. Januar 1838 in Asch, Böhmen, Kaisertum Österreich; † 17. August 1905 in Freiburg im Breisgau, Deutsches Kaiserreich) war ein böhmisch-österreichischer deutschnationaler Politiker. Er war von 1873 bis zu seinem Tod Abgeordneter zum Reichsrat.

## Herkunft und Ausbildung
Ernst Bareuther war der Sohn des Webwarenfabrikanten und späteren Ascher Bürgermeisters Johann Christian Bareuther (1804–1876) und der Sophia geb. Just. Seine schulische Laufbahn begann er an der Volksschule in Asch und wechselte später für einige Jahre an die Fröbelsche Erziehungsanstalt nach Keilhau bei Rudolstadt in Thüringen. Anschließend besuchte er das K.K. Ober-Gymnasium zu Eger.
Nach der Matura 1856 studierte Bareuther Rechtswissenschaften zunächst an der Karls-Universität in Prag und von 1859 bis 1860 an der Universität Wien. Er wurde 1867 zum Dr. jur. promoviert. Während seiner Studienjahre in Prag war er Mitglied und mehrmaliger Vorstand der Lese- und Redehalle der deutschen Studenten in Prag und in Wien Mitbegründer und Vorstand des Deutschen Vereins. Nach der Promotion arbeitete Bareuther von 1869 bis 1871 als Auskultant am Landesgericht Wien, danach als Advokaturskonzipient. 1876 gab er die Berufstätigkeit auf und widmete sich als Privatier ganz der Politik.

## Politische Karriere

Ernst Bareuther, Lithographie von Adolf Dauthage, 1880

Von 1871 bis 1905 war er Abgeordneter des Böhmischen Landtags und von 1873 bis 1905 zudem Abgeordneter des österreichischen Reichsrates für den böhmischen Wahlkreis der Städte 9 (Eger-Asch-Franzensbad-Roßbach). Bareuther war ursprünglich österreichisch-deutschliberal eingestellt und vertrat ab den 1880er und 1890er Jahren zunehmend deutschnationale Standpunkte.
Er war 1873 Mitbegründer des Fortschrittsclubs im österreichischen Reichsrat, der einen entschlosseneren Ansatz zur Lösung nationaler Probleme im cisleithanischen Teil des Habsburgerreichs durch eine stärkere Vereinigung tschechischer und österreichischer Länder unter den deutschen Nationalisten forderte. Ab den 1880er Jahren setzte sich Bareuther für die deutsche Staatssprache in Cisleithanien ein und für die verfassungsmäßige Trennung von Deutschen und Tschechen in Böhmen, inklusive klar abgegrenzter Siedlungsgebiete. Bareuther gehörte 1880 zu den Gründungsmitgliedern des Deutschen Schulvereins. Der Fortschrittsclub fusionierte 1881 zusammen mit der Deutschliberalen Partei zur Vereinigten Linken, welcher Bareuther anschließend angehörte. Von 1882 bis 1885 war er auch Mitglied des Wiener Gemeinderats.
 

Nach der Spaltung der Vereinigten Linken gehörte Bareuther von 1885 bis 1887 dem deutschfreiheitlichen und stärker nationalgesinnten Deutschen Klub an. Anschließend war er in der Deutschnationalen Vereinigung (ab 1891 Deutsche Nationalpartei) vertreten, die sich unter Otto Steinwender vom Deutschen Klub abgespalten hatte und deren Obmann-Stellvertreter Bareuther von der Gründung bis 1888 und erneut ab 1895 war. Wiederholt nahm Bareuther im Reichsrat die Gelegenheit wahr, seine Begeisterung für die nationale Politik Bismarcks in demonstrativer Weise zum Ausdruck zu bringen. So brachte er unter anderem in einer am 9. Februar 1888 gehaltenen Rede vor: 

„In einer Zeit, in der hierzulande der Krieg gegen die deutsche Sprache innerhalb und außerhalb der Länder geführt wird, der Krieg gegen die deutsche Bildung im Volksunterrichte, der Krieg gegen den deutschen Geist in den Hochschulen, just in demselben Augenblicke, in welcbem czechischer Zucker und polnischer Branntwein dahin kamen, das Fell, das den neuen Steuern abgezogen werden soll, Zug um Zug unter sich zu verteilen, in demselben Augenblicke ist endlich wieder einmal eine frohe Botschaft zu uns gedrungen, aus der wir ersehen, daß wenigstens im Auswärtigen Amte das Verständnis dafür, daß deutsches und österreichisches Interesse dasselbe ist, nicht verloren gegangen ist.“

 Er beteiligte sich 1894 auch bei der Gründung des Bundes der Deutschen in Böhmen. Bareuther war Mitbegründer und einer der wichtigsten Vertreter der Deutschen Volkspartei, die unter seiner Führung erstmals 1895 zur böhmischen Landtagswahl antrat und sich im Jahr darauf auch in andere Kronländer ausbreitete. Im Mai 1896 vertrat er in einer Sitzung des Abgeordnetenhauses die Ansicht, dass die Analphabeten im Kaiserreich kein Wahlrecht haben sollten. Schließlich schloss er sich 1898 der Alldeutschen Vereinigung des Georg von Schönerer an, der er bis zu seinem Tode angehörte. Bei der Reichsratswahl 1901 trug er maßgeblich zum großen Erfolg der Alldeutschen Vereinigung bei, vor allem in der Region Eger. Generell strebte er eine engere wirtschaftliche und politische Beziehung zum Deutschen Kaiserreich an und vertrat die These „Los von Ungarn!“, das heißt eine Trennung der Doppelmonarchie Österreich-Ungarn.
In Wien war er Mitglied des Presbyteriums der evangelischen Gemeinde und engagierte sich als überzeugter Protestant auch als Führer in der Los-von-Rom-Bewegung. Bareuther litt in den letzten Jahren seines Lebens an einer schweren Krankheit, weshalb er sich operieren und beide Füße amputieren lassen musste. Geistig blieb er jedoch bis an sein Lebensende fit. Er starb während eines Kuraufenthaltes in Freiburg im Breisgau, wurde in seine Geburtsstadt Asch überführt und dort 1905 bestattet.

## Ehrungen
Für sein politisches Wirken und seinen Einsatz für Böhmen wurde Bareuther Ehrenbürger seiner Geburtsstadt Asch und der ebenfalls zu seinem Wahlkreis gehörenden Stadt Eger. Darüber hinaus wurde er mit der Mitgliedschaft in der Prager Universitäts-Sängerschaft Barden, der Universitätssängerschaft Ghibellinen Wien und der Prager Burschenschaft Teutonia geehrt. Die Ehrenmitgliedschaften sind sowohl mit dem Engagements Bareuthers für die Deutschen in Böhmen, als auch mit seiner generell sehr engen Verzahnung mit den Prager Korporationen zu erklären. Wie auch die deutschnationalen Politiker Raphael Pacher und Karl Hermann Wolf gewann auch Bareuther aus diesen Kreisen einige Mitstreiter und Parteimitglieder für seine politischen Ideen.